# Alberto Bustamante Belaúnde
José Alberto Bustamante Belaúnde (Arequipa, 12 de septiembre de 1950 - Lima, 7 de febrero del 2008) fue un abogado y político peruano. Fue presidente del Consejo de Ministros del Perú durante el gobierno de Alberto Fujimori, desde el 10 de octubre de 1999 hasta el 29 de julio del 2000, y ministro de Justicia desde el 13 de octubre de 1999 hasta el 25 de noviembre del 2000.

## Biografía
Nació en la ciudad de Arequipa, el 12 de septiembre de 1950. Fue hijo de José María Bustamante Rivero y de Rosa Belaúnde Harmsen. Miembro de una ilustre familia arequipeña, fue sobrino de los expresidentes José Luis Bustamante y Rivero y Fernando Belaúnde Terry.
Realizó sus estudios universitarios de Derecho en la Pontificia Universidad Católica del Perú, egresando en 1973.
Especializado en Derecho Administrativo, obtuvo una Maestría en Instituciones Legales por la Universidad de Wisconsin (Estados Unidos).
Entre 1972 y 1977 trabajó en el Centro de Estudios y Promoción del Desarrollo (DESCO) y entre 1984 y 1993 como director de investigaciones del Instituto Libertad y Democracia junto a Ernesto Mosqueira y Hernando de Soto. Fue abogado del Ministerio de Transportes y Comunicaciones del Perú, de OSIPTEL y consultor de la Comisión de formalización de la Propiedad Informal (COFOPRI). Fue también docente universitario en las cátedras de Derecho Constitucional y Derecho Administrativo en la Pontificia Universidad Católica del Perú y en la Universidad Peruana de Ciencias Aplicadas.

## Carrera política
Entre 1991 y 1992, Bustamante fue miembro de la Comisión para elaborar la Ley de Normas Generales de Procedimientos Administrativos y en 1993 asesoró a las comisiones de Educación y de Justicia del Congreso Constituyente Democrático.
Fue también consultor del gobierno peruano, participó en la Comisión de Alto Nivel que vio los casos contra el Perú ante la Comisión Interamericana de Derechos Humanos y fue parte del equipo que sustentó en el extranjero la decisión peruana de retirarse de la competencia contenciosa de la Corte Interamericana de Derechos Humanos.

### Presidente del Consejo de Ministros
El 10 de octubre de 1999, Bustamante fue nombrado por el presidente Alberto Fujimori como presidente del Consejo de Ministros del Perú, en reemplazo de Víctor Joy Way. Luego, Bustamante acudió al Congreso de la República el 11 de noviembre del mismo año y pidió el voto de confianza del parlamento, lo cual obtuvo con 57 votos a favor y 20 en contra.
Permaneció en el cargo hasta el 28 de julio del año 2000, donde el cargo lo asumió Federico Salas-Guevara en el tercer gobierno de Fujimori.

### Ministro de Justicia
El 13 de octubre de 1999, fue también nombrado ministro de Justicia y también lo asumió cuando Federico Salas era primer ministro.
Durante su gestión, representó al gobierno de Fujimori en la Mesa de Diálogo que organizó la Organización de Estados Americanos (OEA) para la transición a la democracia, luego del llamado a elecciones adelantadas tras quedar al descubierto casos de corrupción en el régimen. Bustamante también fue el encargado de revelar las primeras informaciones de las millonarias cuentas bancarias del Vladimiro Montesinos halladas por las autoridades suizas.
Permaneció en el cargo hasta noviembre del 2000, tras la caída del régimen de Alberto Fujimori. Bustamante fue cuestionado por haber recibido un sueldo de $5,000 mensuales de Vladimiro Montesinos como asesor externo de Osiptel. En 2002, Bustamante reapareció acusando a Montesinos de estar involucrado en la matanza de Barrios Altos realizada por el Grupo Colina.

## Fallecimiento
El 7 de febrero del 2008, Alberto Bustamante falleció a los 57 años, víctima de un paro cardíaco en las oficinas del Congreso de la República del Perú, donde laboraba como asesor de la Comisión de Relaciones Exteriores.

## Publicaciones
- El Defensor del Pueblo
- El agro: una reforma pendiente
- Bases para un cambio constitucional (1993)
- Del diablo su país (2002)

## Premios y reconocimientos
- Gran Cruz de la Orden El Sol del Perú